# رافائل لیائو
رافائل کلوخ الکساندر کونسیسائو لیائو (به پرتغالی: Rafael Alexandre Conceição Leão؛ زادهٔ ۱۰ ژوئن ۱۹۹۹) بازیکن فوتبال اهل کشور پرتغال است که در پست مهاجم برای تیم آ.ث. میلان در لالیگا و تیم ملی پرتغال بازی می‌کند.
از باشگاه‌هایی که در آن بازی کرده است می‌توان به اسپورتینگ، لیل و میلان و آ.ث. میلان اشاره کرد.

## آمار ملی
تا تاریخ ۱۲ تیر ۱۴۰۳
| پرتغال | پرتغال | پرتغال | پرتغال |
| سال    | بازی   | گل     | پاس گل |
| ------ | ------ | ------ | ------ |
| ۲۰۲۱   | ۳      | ۰      | ۱      |
| ۲۰۲۲   | ۱۳     | ۲      | ۲      |
| ۲۰۲۳   | ۷      | ۱      | ۲      |
| ۲۰۲۴   | ۷      | ۱      | ۰      |
| مجموع  | ۳۰     | ۴      | ۵      |

### گل‌های ملی
| شماره | تاریخ          | ورزشگاه          | بازی ملی | حریف       | نتیجه | رقابت                         |
| ----- | -------------- | ---------------- | -------- | ---------- | ----- | ----------------------------- |
| ۱     | ۲۴ نوامبر ۲۰۲۲ | ورزشگاه ۹۷۴      | ۱۲       | غنا        | ۳–۲   | جام جهانی ۲۰۲۲                |
| ۲     | ۶ دسامبر ۲۰۲۲  | لوسیل            | ۱۵       | سوئیس      | ۶–۱   | جام جهانی ۲۰۲۲                |
| ۳     | ۲۶ مارس ۲۰۲۳   | لوکزامبورگ       | ۱۸       | لوکزامبورگ | ۶–۰   | مقدماتی جام ملت‌های اروپا ۲۰۲۴ |
| ۴     | ۲۱ مارس ۲۰۲۴   | د. آفونسو هنریکس | ۲۴       | سوئد       | ۵–۲   | دوستانه                       |

## عملکرد باشگاهی

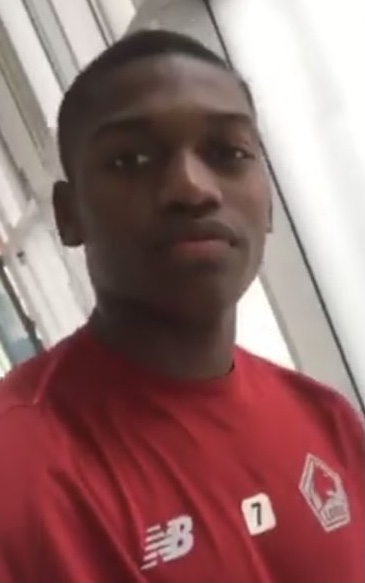
لئائو در ۲۰۱۸ بعد از پیوستن به لیل فرانسه

### اسپورتینگ
لئائو که در آلمادا، ناحیه ستوبال از تبار آنگولا به دنیا آمد، پس از یک دوره کوتاه در آمورا، در سن ۹ سالگی به سیستم آکادمی اسپورتینگ پیوست. در ۲۱ مه ۲۰۱۷، که هنوز هم یک جوان بود، اولین بازی اول خود را با تیم بی انجام داد و به عنوان یک تعویض در نیمه دوم به بازی رفت و در تساوی ۱–۱ مقابل براگا بی بازی کرد.
با خوشحالی مربی ژرژه ژسوس لئائو برای اولین بار در ۱۱ فوریه ۲۰۱۸ در لیگ برتر با تیم اول حضور پیدا کرد و برای ۲۱ دقیقه آخر در پیروزی ۲ بر ۰ خانگی مقابل فیرنزه به عنوان جانشین برایان رویز به میدان رفت. در ۲ مارس، اواخر نیمه اول جای سیدو دومبیا مصدوم را گرفت، او چند دقیقه بعد از بازی در زمین بازی برای ذخیره‌ها مساوی کرد اما در یک بازی با نتیجه ۱–۲ برابر پورتو به جوانترین بازیکنی تبدیل شد که در مقابل این تیم موفق به گلزنی می‌شود. در تاریخ ۱۴ ژوئن ۲۰۱۸، لئائو به‌طور یک جانبه قرارداد خود را فسخ کرد و پس از این اتفاق مورد حمله هواداران قرار گرفت. او بازیکن

### لیل
در تاریخ ۸ اوت ۲۰۱۸، لئائو به‌طور رایگان به باشگاه فرانسوی لیل پیوست و قراردادی ۵ ساله را امضا کرد. او اولین گل خود را در لیگ ۱ در دومین بازی خود به ثمر رساند و ۶۷ دقیقه بازی کرد و به تیمش کمک کرد تا استاد کائن را با نتیجه ۱–۰ شکست دهد.

### میلان
در تاریخ ۱ اوت ۲۰۱۹، لئائو قراردادی ۵ ساله را با آث میلان امضا کرد. او اولین گل خود را مقابل فیورنتینا به زیبایی هر چه تمام تر به ثمر رساند. این بازیکن تکنیکی، دارنده رکورد سریع‌ترین گل در تاریخ سری آ ایتالیا و پنج لیگ معتبر اروپایی نیز می‌باشد. وی این گل را مقابل ساسولو و در ثانیه ۷ بازی به ثمر رساند.

## عملکرد بین‌المللی
در ۱۰ نوامبر ۲۰۱۷، در سن ۱۸ سالگی، لئائو اولین بازی خود را برای تیم زیر ۲۱ سال پرتغال در دقیقه ۳۱ در تساوی ۱–۱ مقابل رومانی در مقدماتی جام ملت‌های اروپا فوتبال زیر ۲۱سال ۲۰۱۹ انجام داد. او اولین گل خود را در این سطح در ۱۰ سپتامبر ۲۰۱۹، در پیروزی ۲–۰ در برابر بلاروس برای رقابت‌های انتخابی قهرمانی اروپا در سال ۲۰۲۱ به ثمر رساند.

## سبک بازی
لئائو به دلیل سبک بازی شبیه به کیلین امباپه به کیلین امباپه پرتغالی معروف است. تیاگو فرناندس که با او در آکادمی جوانان اسپورتینگ همکاری داشت، به روزنامه فرانسوی اکیپ گفت که به نظر وی این بازیکن در همین سن از کریستیانو رونالدو در سن او بهتر است. ژرژه ژسوس، که مربی وی در اسپورتینگ بود، گفت که لئائو او را به یاد مهاجم سابق این باشگاه روی جوردائو می اندارد.

## زندگی شخصی
همچنین رافائل یک خواننده رپ است و یک ترک به نام WAY 45 منتشر کرده و رافائل علاوه بر زبان مادری خود یعنی پرتقالی به زبان‌های انگلیسی، ایتالیایی و فرانسوی نیز مسلط است.